# Pürevdžargalyn Lchamdegd
Pürevdžargalyn Lchamdegd nebo Lchamdegd Pürevdžargalová (* 8. září 1986) je mongolská zápasnice – judistka a sambistka.

## Sportovní kariéra
Připravovala se v Ulánbátaru ve sportovním klubu Genco (Женко). V mongolské judistické reprezentaci se prosazovala v polotěžké váze do 78 od roku 2005. Vedle juda zápasila i v příbuzném sportu sambo.
V roce 2008 se kvalifikovala na letní olympijské hry v Pekingu. V úvodním kole prohrála s domácí Číňankou Jang Siou-li a v opravách vybojovala 7. místo. V roce 2011 patřila k nejlepším polotěžkým vahám ve světě a na olympijské hry v Londýně odjížděla jako jedna z favoritek na medaili. Podobně jako před čtyřmi lety však nezvládla atmosféru, kterou vytvořili domácí reprezentace diváci. V napínavém úvodním kole s Britkou Gemmou Gibbonsovou nezvládla závěr zápasu a prohrála na body. Po olympijských hrách se vdala za reprezentačního kolegu Ňam-Očira a na tatami se vrátila v roce 2015. V roce 2016 se kvalifikovala na své třetí olympijské hry v Riu a napotřetí nepostoupila přes úvodní kolo.

### Vítězství na turnajích
- 2011 - 4x světový pohár (Düsseldorf, Praha, Amsterdam, Ulánbátar)
- 2016 - 1x světový pohár (Ulánbátar)

## Výsledky

### Judo
| Turnaj            | 2004 | 2005           | 2006           | 2007           | 2008           | 2009 | 2010           | 2011           | 2012           | 2013           | 2014           | 2015           | 2016           |
| Turnaj            | 18   | 19             | 20             | 21             | 22             | 23   | 24             | 25             | 26             | 27             | 28             | 29             | 30             |
| Turnaj            |      | polotěžká váha | polotěžká váha | polotěžká váha | polotěžká váha |      | polotěžká váha | polotěžká váha | polotěžká váha | polotěžká váha | polotěžká váha | polotěžká váha | polotěžká váha |
| ----------------- | ---- | -------------- | -------------- | -------------- | -------------- | ---- | -------------- | -------------- | -------------- | -------------- | -------------- | -------------- | -------------- |
| Olympijské hry    | —    |                |                |                | úč.            |      |                |                | úč.            |                |                |                | úč.            |
| Mistrovství světa |      | úč.            |                | úč.            |                | úč.  | úč.            | úč.            |                | —              | —              | úč.            |                |
| Asijské hry       |      |                | 3.             |                |                |      | 5.             |                |                |                | —              |                |                |
| Mistrovství Asie  | úč.  | 5.             |                | 2.             | 3.             | 3.   |                | 1.             | 1.             | —              |                | 7.             | 3.             |
| Univerziáda       |      |                |                | —              |                | 2.   |                | —              |                | —              |                |                |                |
| Akademické MS     | —    |                | 5.             |                |                |      |                |                |                |                |                |                |                |